# Corno Nero
Corno Nero (em alemão:  Schwarzhorn, em italiano:  Corno Nero), é um dos picos do Monte Rosa, cujo maciço faz de fronteira Itália-Suíça, de um lado com o Piemonte, Itália e do outro com Valais, Suíça.
Com 4322 m de altitude no topo é um dos cumes dos Alpes com mais de 4000 m.

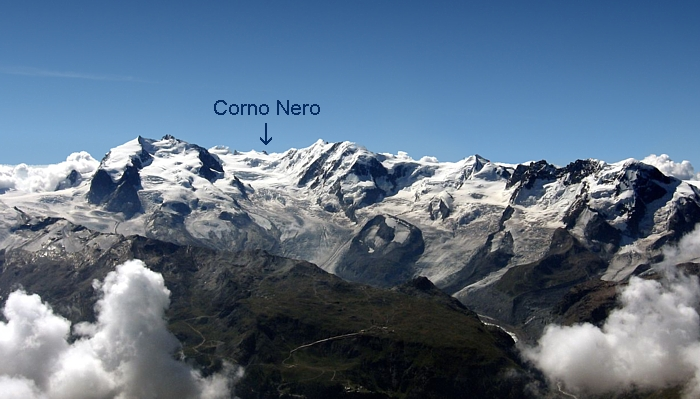
Localização do Corno Nero / Schwarzhorn no maciço do Monte Rosa